# Carsten Frank
Carsten Frank (* 1970 in Nördlingen) ist ein deutscher Filmschauspieler, Filmproduzent und Drehbuchautor.

## Werdegang
Carsten Frank hatte ab 2002 seine erste Auftritte als Schauspieler in Horrorfilmen. Bekannt wurde er hauptsächlich durch seine Rollen als „Mann“ und „Katze“ in den Filmen Cannibal – Aus dem Tagebuch des Kannibalen und Melancholie der Engel von Marian Dora. In letzterem benutzte er das Pseudonym Frank Oliver, zudem wird er auch als Drehbuchautor aufgeführt. 2002 trat er als Albinus in Killer Barbys vs. Dracula auf und war zugleich der Produzent dieses Spielfilms.
Er spielte auch in Ulli Lommels Zombie Nation aus dem Jahr 2004 eine kleine Rolle. In Lommels Film Daniel, der Zauberer ist er in einer Rolle als Casting-Juror zu sehen. 2013 spielte er „Kralle“ in Help me – I am dead von Andreas Bethmann.
Frank war in einigen Kurzfilmen von Marian Dora (u. a. Erotic Fantasy und Puppenschänder 2) sowie in dem ersten Langfilm Doras, Debris Documentar, zu sehen, in dem er die Hauptrolle spielte.
Der bislang letzte gemeinsame Film Melancholie der Engel des Duos Dora/Frank erschien 2009.

## Filmografie (Auswahl)
- 2002: Incubus
- 2002: Killer Barbys vs. Dracula
- 2003: Debris Documentar
- 2004: Zombie Nation
- 2004: Daniel, der Zauberer
- 2006: Cannibal – Aus dem Tagebuch des Kannibalen
- 2006: Angel of Death II
- 2009: Melancholie der Engel
- 2012: Secrets of a Soul
- 2013: Help me, I am dead – Die Geschichte der Anderen
- 2013: Bestie!
- 2015: The Day of the Purple Sun